# Cantone di Aveyron et Tarn
Il Cantone di Aveyron et Tarn è una divisione amministrativa dell'arrondissement di Rodez e dell'arrondissement di Villefranche-de-Rouergue.
È stato costituito a seguito della riforma approvata con decreto del 21 febbraio 2014, che ha avuto attuazione dopo le elezioni dipartimentali del 2015.

## Composizione
Comprendeva inizialmente 19 comuni ridottisi a 17 dal 1º gennaio 2016 a seguito della fusione dei comuni di La Bastide-l'Évêque, Saint-Salvadou e Vabre-Tizac per formare il nuovo comune di Le Bas-Ségala.:
- Le Bas-Ségala
- Bor-et-Bar
- La Capelle-Bleys
- Castelmary
- Crespin
- La Fouillade
- Lescure-Jaoul
- Lunac
- Monteils
- Morlhon-le-Haut
- Najac
- Prévinquières
- Rieupeyroux
- Saint-André-de-Najac
- La Salvetat-Peyralès
- Sanvensa
- Tayrac